# Gêiser

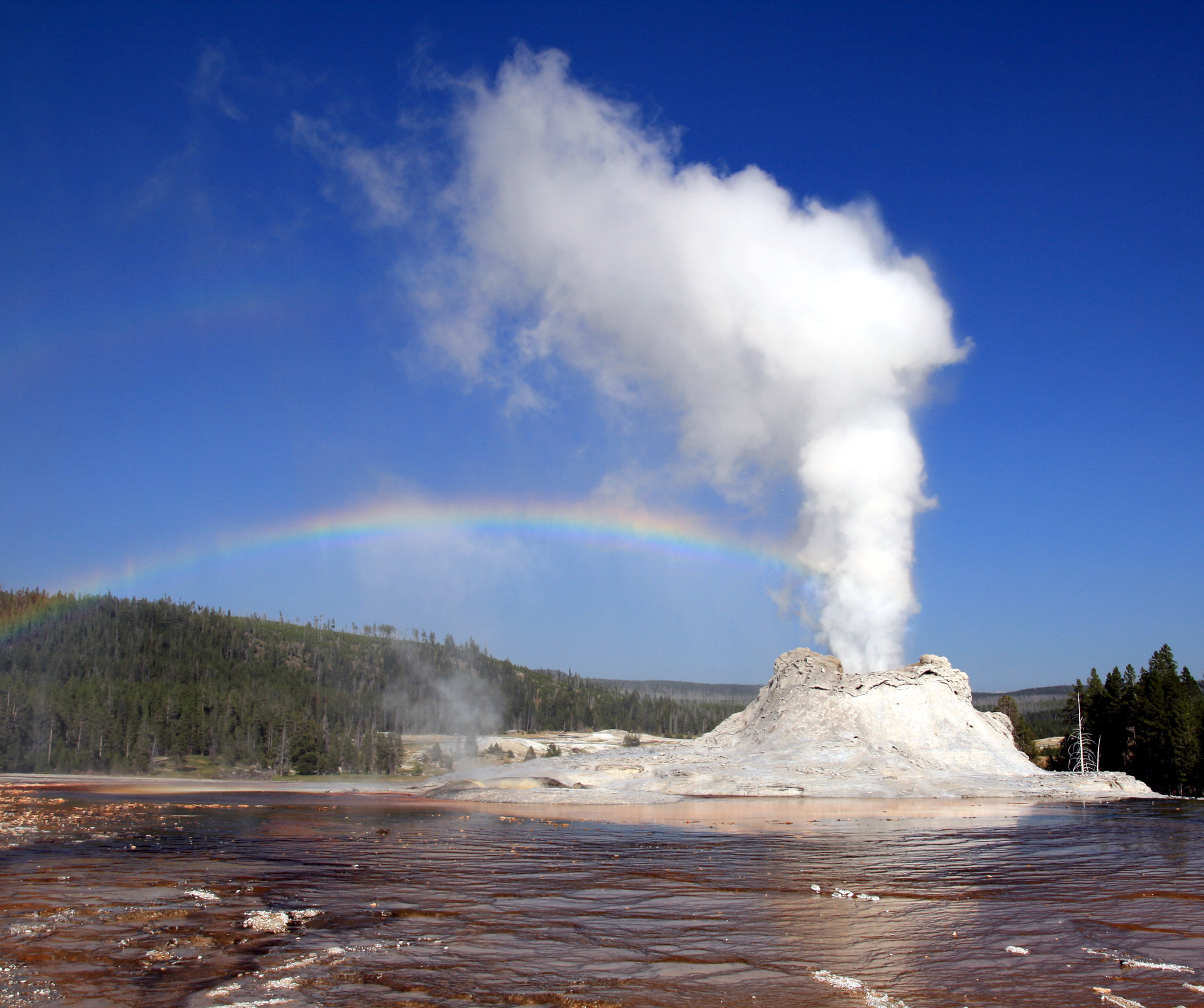
Vista de um gêiser no Parque Nacional de Yellowstone.

Um gêiser (PRONÚNCIA), também grafado como géiser, é uma nascente termal que entra em erupção periodicamente, lançando uma coluna de água quente e vapor de água. O nome gêiser provém de Geysir, nome de uma nascente eruptiva em Haukadalur, na Islândia; este nome deriva por sua vez do verbo gjósa, "jorrar".
Gêiseres são um dos vários tipos do vulcanismo secundário.
A formação de gêiseres requer uma hidrogeologia favorável, o que existe apenas em poucos locais na Terra; logo são fenômenos razoavelmente raros. Existem cerca de mil em todo o mundo, e metade destes ficam no Parque Nacional de Yellowstone, nos Estados Unidos, entre os quais um dos mais conhecidos e regulares é o Old Faithful (ou "Velho Fiel"); outros gêiseres se encontram na Nova Zelândia, Rússia, Chile e Islândia. E também podem ser encontrados em áreas de subducção. Para um gêiser entrar em atividade, basta um terremoto, mudança na taxa de recarga de água, erosão dos seus cones ou até mesmo deposição - geralmente lenta - de sílica em canais de fluxo e reservatórios. 
Entretanto, estruturas com características semelhantes a gêisers são encontrados no oceano, em uma das luas de Saturno, Enceladus, e também em uma das luas de Netuno, Triton.

## Processo de formação
Os gêiseres se formam geralmente em áreas onde o magmatismo está presente, especialmente quando está ativo, quando o calor acaba sendo extremo. Ocorrem principalmente em áreas de altas latitudes, com taxas de precipitações altas e depósitos glaciares e que possuem riolitos ou ignimbritos ricos em sílica (SiO2). 
Para que o gêiser se forme, é necessário três condições geológicas no subsolo:
FONTE DE CALOR
- A fonte do calor é proveniente do magma abaixo da crosta terrestre. A fonte térmica aquece a água subterrânea com temperaturas acima de 100 °C, e devido à alta pressão, a água não entra em ebulição facilmente - fenômeno chamado de superaquecimento sob pressão.

FONTE CONTÍNUA DE ÁGUA
- Como são constituídos de água, os gêiseres precisam de uma recarga hídrica. Normalmente, essa recarga é proveniente de chuvas, neve derretida ou até mesmo de lagos, onde a água penetra no subsolo lentamente e preenche o sistema hidrotermal.

SISTEMA DE ENCANAMENTO SUBTERRÂNEO
- Também são chamados de "plumbing system"[7] e são compostos por fraturas, dutos estreitos, câmaras, bolhas e condutos verticais que se formam por consequência de processos vulcânicos. Esses dutos devem ser estreitos para que haja pressão, e também é necessário que sejam porosos para que a água possa se movimentar - isso diferencia um gêiser de uma fonte termal. O processo de subida e descida das águas pode demorar centenas ou milhares de anos.[8]

### Erupção do Gêiser e Formação Geológica[5][6][9]
A formação de um gêiser se inicia com uma atividade vulcânica que cria fraturas na crosta terrestre. Nessas fraturas, a água da superfície se infiltra e entra em contato com rochas aquecidas pelo magma. Então a água superaquece, podendo atingir temperaturas de 100 °C, permanecendo no estado líquido por conta da alta pressão das colunas de água.

Erupção do gêiser

Com o tempo, a água quente dissolve a sílica das rochas vulcânicas ao seu redor; quando a água sobe para áreas mais frias, a sílica se precipita e se deposita nas paredes dos dutos, formando um material chamado geyserita (sílica amorfa). Como a geyserita se forma constantemente, ela estreita e isola termicamente os dutos, o que favorece o acúmulo de calor e pressão. 
Quando a pressão estiver intensa e crítica, parte da água entra em ebulição - fenômeno chamado de "flash boiling" - e transforma-se em vapor. O vapor ascende rapidamente, o que resulta em uma diminuição da pressão e consequentemente da ebulição súbita da água, que é expelida de forma rápida e violenta para a superfície, caracterizando a erupção do gêiser. Depois de entrar em erupção, o sistema resfria e reinicia o ciclo.
A ocorrência desse processo depende da estabilidade térmica, geologia local e pequenas variações na pressão, permeabilidade e geometria dos canais. Gêiseres ativos podem ser encontrados em Yellowstone (EUA), sendo exemplos desse sistema. 

## Distribuição Geográfica[5][6][10][11]
Os gêiseres são fenômenos raros, estando concentrados em poucas regiões do planeta, pois sua ocorrência requer atividade vulcânica e condições geológicas favoráveis. 

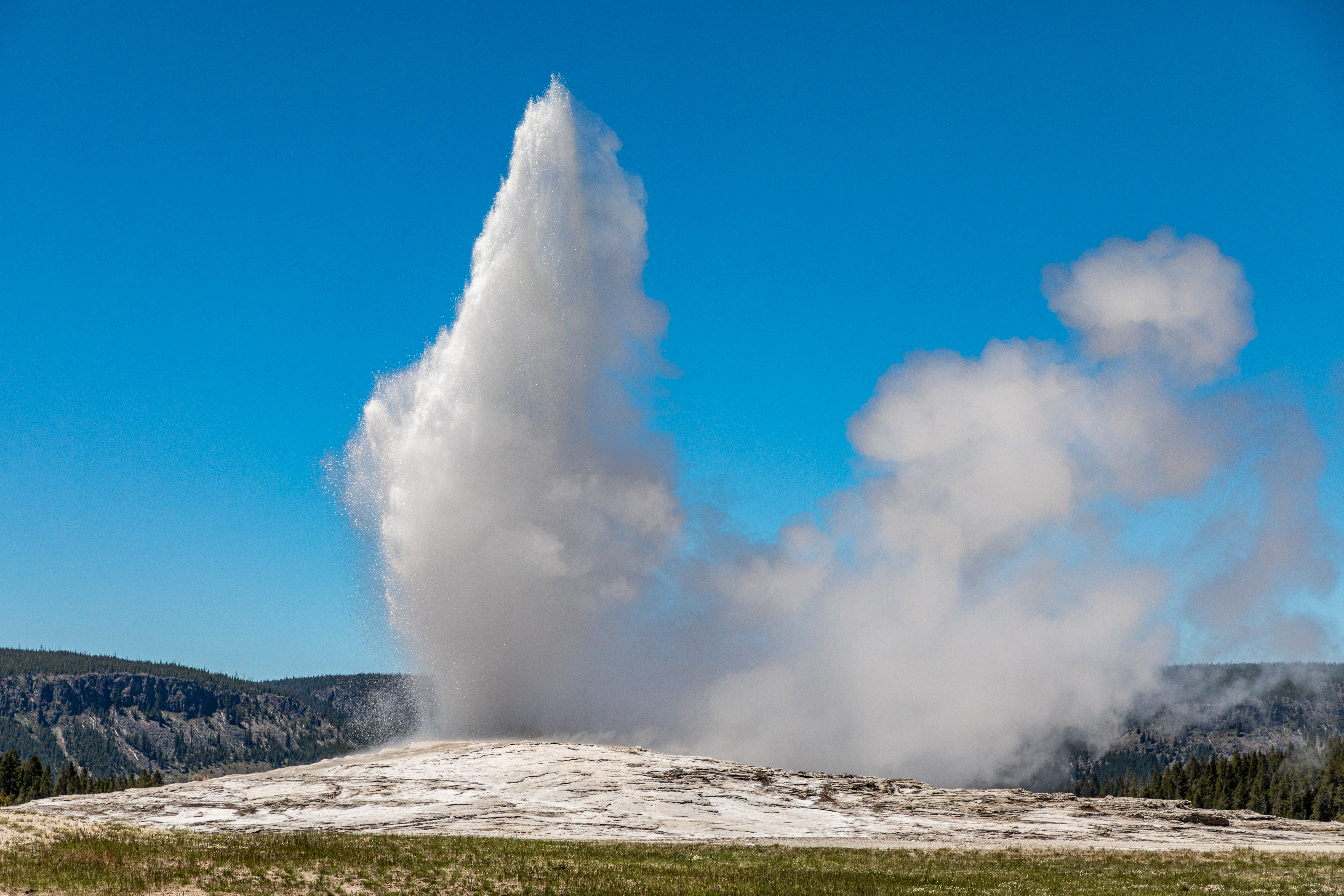
Gêiser no Parque Nacional de Yellowstone, Estados Unidos

A maior concentração de gêiseres no mundo está em Yellowstone, nos Estados Unidos. Estima-se que haja na região 300 a 500 gêiseres ativos, o que significa mais de 50% dos gêiseres existentes no mundo. A região é vulcanicamente ativa e possui uma caldeira vulcânica vasta, que favorece a formação de sistemas hidrotermais. Entre os gêiseres mais conhecidos do parque está o Old Faithful, por ter erupções previsíveis.
Outro campo de concentração de gêiseres ocorre no Vale dos Gêiseres, na Península de Kamchatka, Rússia. Essa região possui 130 gêiseres ativos e distribuídos por um vale estreito de 6km de extensão, dentro da Reserva Natural de Kronotsky. O local é considerado o maior campo de gêiseres da Eurásia e o segundo maior com gêiseres ativos.

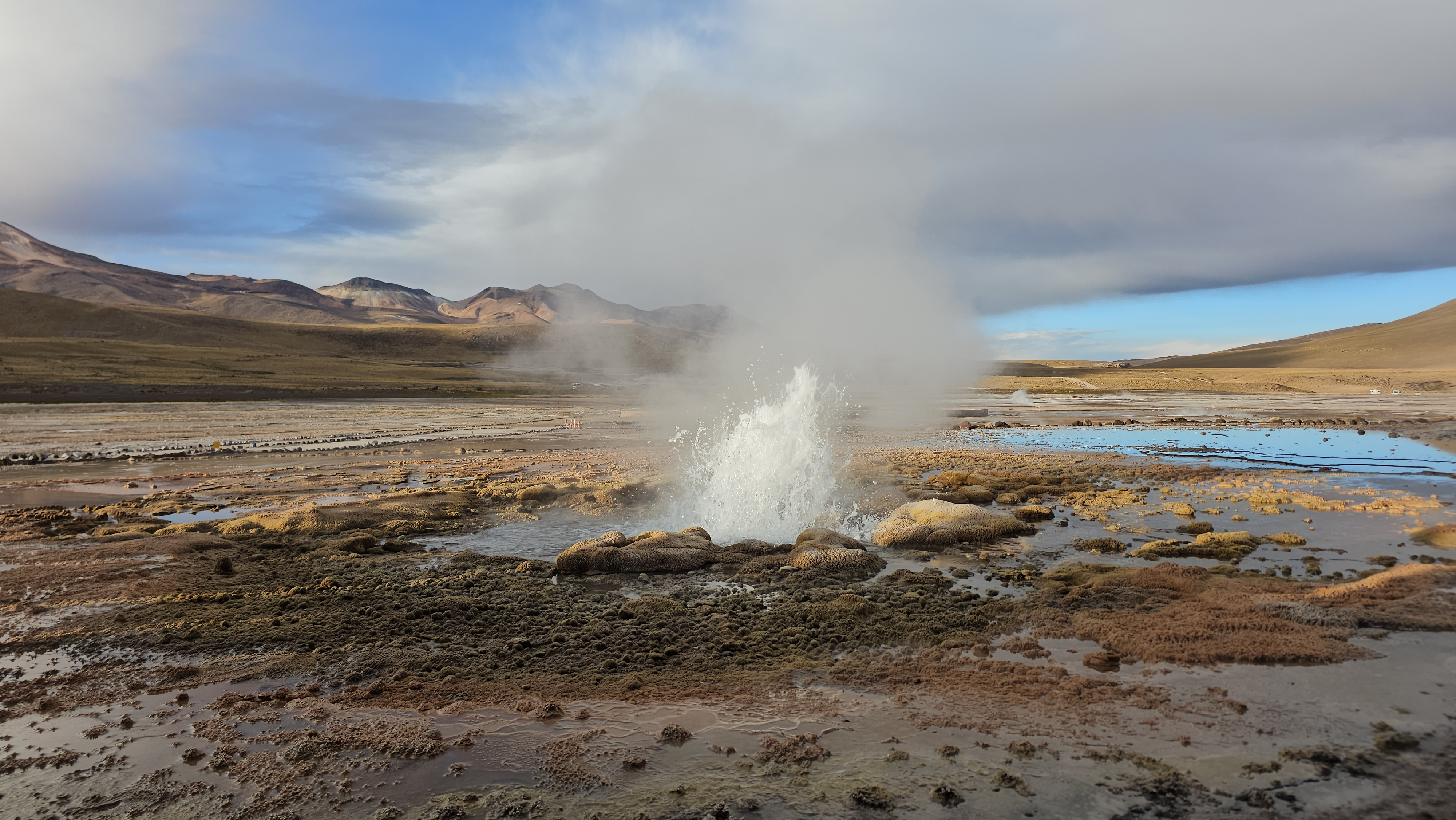
Gêiser em El Tatio, Chile

Na América do Sul, o fenômeno tamém ocorre, sendo o local mais destacado os gêiseres de El Tatio, nos Andes do norte do Chile. O local possui cerca de 80 gêiseres ativos, situados a uma altitude de 4 200 metros, sendo o maior campo de gêiseres do Hemisfério Sul e o terceiro maior do mundo. Condições como altitude elevada, baixas temperaturas noturnas e intensa atividade geotérmica contribuem para a formação de erupções visíveis, especialmente no amanhecer.
Na Nova Zelândia os campos de gêiseres são encontrados principalmente na Zona Vulcânica de Taupo. O mais conhecido é o Pohutu Geyser, em Rotorua, que pode atingir 30 metros de altura. A atividade dos gêiseres da Nova Zelândia já foi mais intensa, porém muitos gêiseres foram desativados devido à exploração geotérmica para geração de energia.
Na Islândia, os gêiseres podem ser encontrados na região de Haukadalur, sendo o mais famoso o Great Geysir, que deu origem ao termo "gêiser". Atualmente, o gêiser está inativo, mas pode erupcionar de forma altamente esporádica. Nas proximidades, porém, existe o gêiser Strokkur, que está ativo e erupciona regularmente a cada 5 a 10 minutos.
Além desses lugares, também existem ocorrências de gêiseres na Papua Nova Guiné, Quênia (ao redor do lago Bogoria), Japão, Tibete, China, Bolívia e Peru. Nesses locais, os gêiseres são menos frequentes e menos potentes, mas indicam presença de sistemas geotérmicos ativos.